# Holland Roden
Holland Marie Roden (Dallas, 7 ottobre 1986) è un'attrice statunitense.
È principalmente nota per il ruolo di Lydia Martin nella serie televisiva Teen Wolf.

## Biografia
Holland Roden nasce e cresce nel Texas, a Dallas, ed è la maggiore di quattro figli. Sua madre è svedese. Appartenente ad una famiglia di medici, si laurea in biologia molecolare e studi sulle donne presso l'Università della California, Los Angeles. Inizialmente desiderava diventare un cardiochirurgo, ambizione poi abbandonata per diventare attrice.

### Carriera
Il suo primo ruolo come attrice è in un episodio di CSI - Scena del crimine, seguito dalla partecipazione a tre episodi della serie 12 Miles of Bad Road, cancellata dopo la prima stagione.
Dal 2008, Roden recita in varie serie come guest star: Lost, Cold Case - Delitti irrisolti, Pushed, Weeds, Community, Grey's Anatomy e Criminal Minds, ottenendo anche un ruolo nel film direct-to-video Ragazze nel pallone - Lotta finale. 
Nel 2011 viene scelta per interpretare Lydia Martin, una dei personaggi principali della serie Teen Wolf. Roden si era inizialmente presentata alle audizioni per il personaggio di Allison Argent, ruolo poi assegnato alla collega Crystal Reed.
Dopo aver preso parte a diversi cortometraggi, nel 2012 ha recitato nel film House of Dust di Alejandro Daniel Calvo.
Il 25 maggio 2017 è stato riferito che Roden avrebbe recitato nella terza stagione della serie di antologie horror di Syfy Channel Zero, interpretando il ruolo di  Zoe Woods, una giovane donna che lotta con le malattie mentali.

## Filmografia

### Cinema
- Ragazze nel pallone - Lotta finale (Bring It On: Fight to the Finish), regia di Bille Woodruff (2009)
- House of Dust, regia di Alejandro Daniel Calvo (2012)
- The Haunting Of Redding Hospital, regia di Alyssa Alexandria e Alejandro Daniel Calvo (2019)
- Follow Me, regia di Will Wernick (2020)
- Escape Room 2 - Gioco mortale (Escape Room: Tournament of Champions), regia di Adam Robitel (2021)
- Ted Bundy : American Boogeyman, regia di Daniel Farral (2021)
- Obsessed to death, regia di Stefan Brogren (2022)
- Mother, May I?, regia di Laurence Vannicelli (2022)
- The Re-Education of Molly Singer, regia di Andy Palmer (2022)
- Teen Wolf - Il film (Teen Wolf: The Movie), regia di Russell Mulcahy (2023)

### Televisione
- CSI - Scena del crimine (CSI: Crime Scene Investigation) – serie TV, episodio 8x07 (2007)
- 12 Miles of Bad Road – serie TV, 3 episodi (2008)
- Lost – serie TV, episodio 4x11 (2008)
- Cold Case - Delitti irrisolti (Cold Case) – serie TV, episodio 6x04 (2008)
- Pushed – serie TV (2008)
- Weeds – serie TV, episodio 5x01 (2009)
- Community – serie TV, episodio 1x10 (2009)
- Criminal Minds – serie TV, episodio 5x20 (2010)
- The Event – serie TV, episodio 1x06 (2010)
- Teen Wolf – serie TV, 99 episodi (2011-2017)
- Memphis Beat – serie TV, episodio 2x03 (2011)
- Grey's Anatomy – serie TV, episodio 8x11 (2012)
- Lore – serie TV, episodio 1x03 (2017)
- Channel Zero – serie TV, 6 episodi (2018)
- MacGyver – serie TV, episodio 3x08 (2018)
- Mayans M.C. - serie TV, 9 episodi (2021-2022)

### Cortometraggi
- Consideration di Joel Bailey (2004)
- Back at the Ranch di Leslie Roberson (2004)
- Charlie Brown: Blockhead's Revenge di Robert Ben Garant  (2011)
- Morning Love di Ian Bohen (2012)
- Fluffy di Sarah Ramos (2016)

### Documentari
- Just Yell Fire: Campus Life di Takafumi Uehara (2012)

### Videoclip
- Burn di Animals (2009)
- Light, Lost di Season (2010)
- Paper Moon di Datch Party (2015)
- I Want To Feel Alive di The Lighthouse and the Whaler (2015)

## Doppiatrici italiane
Nelle versioni in italiano delle opere in cui ha recitato, Holland Roden è stata doppiata da:
- Valentina Favazza in Teen Wolf, Grey's Anatomy, Escape Room 2 - Gioco mortale, Teen Wolf - Il film
- Gemma Donati in Lost
- Giulia Tarquini in Criminal Minds
- Elena Perino in Mayans M.C.